# Aleix II de Trebisonda
Aleix Comnè II (1282-1330), fou el novè emperador de Trebisonda, que va governar en desè lloc durant el període 1297-1330. Va succeir el 1297 al seu pare Joan II. La seva mare era Eudòxia Paleòloga, filla de l'emperador romà d'Orient Miquel VIII.
El 1311 Aleix II es va aliar a l'emir de Sinope contra els genovesos i el 1313 els va atacar però va ser derrotat i va haver de fer la pau, que fou renovada el 1316. Durant el seu regnat es van perdre territoris a les campanyes dels emirs turcs del 1313 i 1323, però va aconseguir derrotar els turcs a Kerasunt. Per contrarestar el poder econòmic dels genovesos, en la segona meitat del seu regnat va atorgar privilegis comercials als venecians. Aleix es va preocupar també per conrear les arts i la ciència a la seva cort: va ser mecenes de l'astrònom Gregori Coniades i de l'erudit Constantí Loukites.

## Ascens al tron i matrimoni
Va ascendir al tron a l'edat de catorze anys. Per ser menor d'edat, va estar sota la tutela del seu oncle, l'emperador romà d'Orient Andrònic II Paleòleg. Aquest volia casar el seu nebot amb una filla d'un important oficial de la seva cort anomenat Nicèfor Chumnus, però Aleix sense demanar permís es va casar amb una princesa ibera, Djiadjak Jaqeli, filla de Beka I Jaqeli, atabeg de Samtskhe. Quan Andrònic ho va saber, va apel·lar a l'Església per anul·lar el matrimoni però el patriarca s'hi va negar al·legant que la jove esposa ja estava esperant un fill. La mare d'Aleix estava vivint a Constantinoble i va tornar a Trebisonda, suposadament per convèncer el seu fill de dissoldre el matrimoni, però li va recomanar que continuessin junts.
El 1301 o 1302 va derrotar una invasió dels oghuz que, després d'haver conquerit la província de Chalybia, havien penetrar a l'interior fins a saquejar Kersus, la segona ciutat més important després de Trebisonda. L'exèrcit d'Aleix va capturar el general dels enemics i després va fer construir una fortalesa per controlar la mar i assegurar la possessió d'aquesta ciutat.

## Política comercial
Un altre problema amb què es va trobar van ser els genovesos, que havien establert un monopoli comercial a la mar Negra, a partir dels drets concedits per Miquel VIII Paleòleg en el Tractat de Nimfèon (1261). El seu assentament ja havia superat Daphnous, la barriada costanera a l'est de Trebisonda, i els genovesos van exigir més espai; a més, els mercaders genovesos es van oposar a permetre que els funcionaris de duanes d'Aleix II inspeccionessin les seves mercaderies. Des del 1306 Aleix es va negar a fer més concessions a les demandes dels genovesos i ells van amenaçar d'abandonar Trebisonda. Quan es van negar a pagar un impost aplicat als béns que prenien amb ells en marxar de Trebisonda, Aleix II va ordenar els seus mercenaris georgians que els ataquessin. Encara que les tropes de l'emperador van tenir èxit, els genovesos van calar foc als afores de Trebisonda i va destruir gran part de les seves cases i de les propietats d'altres ciutadans. Finalment les dues parts van signar la pau en un tractat redactat el 1314 i un altre el 1316.
Això no va posar fi completament a les tensions entre els genovesos i l'Imperi de Trebisonda. Per contrarestar el poder econòmic d'aquests, el 1319 va signar un tractat amb la República de Venècia, la rival comercials dels genovesos, amb el qual equiparava els dos grups en privilegis sempre que paguessin les mateixes obligacions. En aquest aspecte, segons l'historiador Donald Nicol, la política d'Aleix i també la dels seus successors, va ser millor que la dels emperadors romans d'Orient, ja que a Trebisonda no es va permetre als italians comerciar sense pagar impostos.

## La pirateria
Altres problemes de l'imperi van tenir a veure amb els pirates procedents de l'emirat de Sinope, l'objectiu dels quals eren els mercaders cristians, inclosos els genovesos. Els pirates no tan sols robaven mercaderies, el 1319 van incendiar la ciutat de Trebisonda. Per millorar la protecció en endavant va organitzar una guàrdia de vigilància nocturna i una dècada després, el 1324, Aleix va fer construir muralles a la zona del port de la capital.

## Mort
Aleix II va estar present en les preocupacions del papat que, com havien fet abans amb el seu pare, van intentar convertir-lo al catolicisme. El 1329 el papa Joan XXII li va enviar una carta amb aquest propòsit, però cinc mesos després l'emperador va morir. Havia tingut un regnat de 33 anys i el tron va passar al seu fill gran Andrònic III Comnè.
Se'n conserven dos escrits relacionats amb la mort d'Aleix II: una oració funerària escrita pel seu protonotari, Constantí Loukites; i una elegia obra de Josep Lazaropoulos (també anomenat Joan Lazaropoulos), el metropolità de Trebisonda.

## Monedes
Va ser durant el regnat d'Aleix que l'asper, la moneda de plata de l'imperi, va tenir una important modificació pel que fa al seu aspecte i pes, potser el canvi més significatiu fet a aquesta moneda que, després d'aquest ja no va tenir gaires modificacions fins a final a la desaparició de l'Imperi de Trebisonda. A començaments del seu regnat el contingut de plata de cada moneda es va reduir al 15% i el tradicional retrat de l'emperador a l'anvers i el de sant Eugeni al revers, es va substituir per les imatges de tots dos muntats a cavall. Jan Olof Rosenqvist ha aportat proves que demostren que aquest motiu d'un emperador a cavall era d'ús comú a la riba de la mar Negra, la primera vegada que es va fer servir va ser en les monedes del rei Constantí Tikh de Bulgària. Als països de l'occident europeu en aquella època dominaven els ideals de cavalleria, però no és clar si això té alguna mena de relació amb l'estil de moneda a l'Europa de la mar Negra. La imatge del rei a cavall va estar en totes les monedes que els seus successors van encunyar fins a la fi de l'imperi el 1461.

## Descendència
Se sap que com a mínim Aleix va tenir una esposa, Djiadjak Jaqeli. Es coneix el nom d'almenys sis dels seus fills, però no se sap del cert si tos eren de la mateixa mare:
- Andrònic III, emperador de Trebisonda 1330-1332.
- Basili, emperador de Trebisonda 1332-1340.
- Miquel Anacoutlou, assassinat pel seu germà Andrònic III el 1330.[12][13]
- Jordi Achpougas, assassinat pel seu germà Andrònic III el 1330.[12][13]
- Anna Anacoutlou, monja i emperadriu 1341-1342.
- Eudòxia, anomenada despina de Sinope per haver-se casat amb l'emir d'aquella ciutat.

S'ha proposat una altra paternitat:
- Una filla de nom desconegut, que podria ser l'esmentada com a ulu hatun i presbyterissa en un epitafi escrit en llengua grega pertanyent a Erzincan, que va morir el 28 de desembre del 1342.[14]

La historiadora Penelope Vougiouklaki, afirma que Aleix va tenir tres esposes: Pekai, filla de Bekha Jaqeli, amb la qui va tenir Andrònic, Basili i Eudòxia; la filla d'Anacoutlou, governant dels lazis, amb la qui va tenir Miquel i Anna; i l'anomenada pel sobrenom "Sargale", amb la qui va tenir Jordi.